# Ray Stewart
Ray Stewart (San Benito, Texas, 21 de Abril de 1932) é um ator estadunidense, mais conhecido por suas participações em séries de televisão como Dallas e Fantasy Island.

## Filmografia

### Televisão
- 1988 Falcon Crest como Médico da prisão
- 1982 Barney Miller como Darryl Driscoll
- 1982 Dallas como Jornalista
- 1981 Hart to Hart como Seymour Newgarten
- 1980 Benson como Mr. Pruitt
- 1979 The Rockford Files como Juiz
- 1978 Fantasy Island como Sidney
- 1977 A.E.S. Hudson Street como Enf. Newton
- 1976 Cannon como Hitman
- 1975 The Hookies como Simpkins
- 1975 The Bob Newhart Show como Sr. Shetlan

### Cinema
- 1983 Space Raiders como Zariatin